# Найстенъярвское сельское поселение
На́йстенъярвское сельское поселение — упразднённое муниципальное образование в Суоярвском районе Республики Карелия Российской Федерации. Административный центр поселения — посёлок Найстенъярви.

## Населённые пункты
В состав сельского поселения входят посёлки:
| № | Населённый пункт | Тип населённого пункта | Население |
| - | ---------------- | ---------------------- | --------- |
| 1 | Найстенъярви     | поселок                | ↘1191     |
| 2 | Лахколампи       | поселок                | ↘857      |
| 3 | Леппяниэми       | поселок                | ↗56       |
| 4 | Суоёки           | поселок                | ↘271      |
| 5 | Тойвола          | поселок                | ↘263      |
| 6 | Турханваара      | поселок                | ↘23       |

## Население
| 2009  | 2010  | 2012  | 2013  | 2014  | 2015  | 2016  |
| ----- | ----- | ----- | ----- | ----- | ----- | ----- |
| 3359  | ↘2834 | ↘2743 | ↘2661 | ↘2543 | ↘2434 | ↘2326 |
| 2017  | 2018  | 2019  | 2020  | 2021  |       |       |
| ↘2270 | ↘2188 | ↘2118 | ↘2048 | ↘1906 |       |       |

## Экономика
Экономика поселения представлена лесопромышленным комплексом (ЗАО «Запкареллес»), горнодобывающей промышленностью (ООО «ФинансБюро» и ООО «Габброплюс»).